# Paolo Sorrentino
Paolo Sorrentino (Napels, 31 mei 1970) is een Italiaanse filmregisseur en scenarioschrijver. Zijn film La grande bellezza won in 2014 een Oscar voor de beste buitenlandse film.

## Biografie
Paolo Sorrentino verloor op zeventienjarige leeftijd zijn beide ouders door een ongeval als gevolg van een gaslek in hun woning.
In 1998 schreef hij mee aan het scenario voor de film Polvere di Napoli.
Als regisseur verwierf hij internationale erkenning met de film Le conseguenze dell'amore, over het leven van een eenzame Italiaan die in Zwitserland hand-en-spandiensten verleent aan de maffia. De film werd in 2004 genomineerd voor de Gouden Palm op het Filmfestival van Cannes.
In 2008 regisseerde Sorrentino Il divo, een biopic over het leven van de voormalige Italiaanse premier Giulio Andreotti. Deze werd beschuldigd van banden met de maffia. Ook deze film kreeg een nominatie voor de Gouden Palm.
La grande bellezza ('de grote schoonheid') treedt in de voetsporen van de klassieker La dolce vita van Federico Fellini. De veelvuldig bekroonde film schetst de leegheid van het mondaine nachtleven van Rome, vermengd met fraaie beelden van diezelfde stad. De acteur Toni Servillo vervult de hoofdrol, net als in Le conseguenze dell'amore, Il divo en Loro.
In 2010 debuteerde Paolo Sorrentino met het boek Hanno tutti ragione (in Nederland verschenen bij Lebowski Publishers met de titel Iedereen heeft gelijk, ISBN 9789048806492). In Italië werden van deze roman meer dan 100.000 exemplaren verkocht. De roman werd uitgegeven in meer dan 10 landen.

## Films
- L'uomo in più (2001)
- Le conseguenze dell'amore (2004)
- Sabato, domenica e lunedì (2004)
- L'amico di famiglia (2006)
- Il divo (2008)
- This Must Be the Place (2011)
- La grande bellezza (2013)
- La giovinezza (ook verschenen met de titel Youth) (2015)
- Loro (2018)
- È stata la mano di Dio (2021)
- Parthenope (2024)

## Televisie
- The Young Pope (2016)
- The New Pope (2020)

- Bibsys: 10004697
- Biblioteca Nacional de España: XX4883029
- Bibliothèque nationale de France: cb14615323n (data)
- Catàleg d'autoritats de noms i títols de Catalunya: 981058530033006706
- Gemeinsame Normdatei: 137802978
- International Standard Name Identifier: 0000 0001 1563 2252
- Library of Congress Control Number: no2007103955
- Bibliotheek van het Japanse parlement: 001228317
- Nationale Bibliotheek van Tsjechië: js20091111003
- Nationale Bibliotheek van Israël: 987007289114005171
- Nederlandse Thesaurus van Auteursnamen: 278742157
- Istituto Centrale per il Catalogo Unico: UBOV783847
- Système universitaire de documentation: 115895965
- Virtual International Authority File: 27318377
- WorldCat: E39PBJrmf3Pc9HKXPFHTjXwQv3